# خولودنویه (شهرستان پروخوروفسکی، استان بلگورود)
خولودنویه (انگلیسی: Kholodnoye, Prokhorovsky District, Belgorod Oblast) یک شهرک در بخش پروخوروفسکی استان بلگورود کشور روسیه است.